# Los Patios
Los Patios è un comune della Colombia facente parte del dipartimento di Norte de Santander. Il comune è situato all'interno dell'Area metropolitana di Cúcuta.
L'istituzione del comune è del 10 dicembre 1985.